# Гостихіно
Гостихіно (рос. Гостихино) — присілок Бокситогорського району Ленінградської області Росії. Входить до складу Борського сільського поселення.
Населення — 0 осіб (2012 рік).